# ZPYZ
ZPYZ ist eine Elektropop-Band aus Berlin, bestehend aus Locke (* 16. Dezember 1977 in Berlin; bürgerlicher Name Florian Hirche) und Ivan (* 12. März 1979 in Sofia/Bulgarien; bürgerlicher Name Ivan Georgiev).

## Geschichte
ZPYZ formierte sich im Jahre 2007 aus dem 1994 gegründeten Elektro-Duo „Jazalou&Lockefella“. Der Name ZPYZ basiert auf der Kombination der zwei englischen Wörter „Spy“ (Spion) und „Spice“ (Gewürz). „Spyce“ erscheint den beiden Künstlern zu trivial. Durch ihre Verbindungen zu der Berliner Breakdance- und Sprayer-Szene ließen sich Ivan und Locke zu einem Kunstwort inspirieren und kreierten: ZPYZ.
Während Jazalou&Lockefella ausschließlich Instrumental-Stücke kreierten und sich vorrangig in der Breakbeat-Szene bewegen, schafften sich Ivan und Locke 2009 unter dem Namen ZPYZ den Raum, ihre Musik breiter zu positionieren. ZPYZ erweiterten ihre Musik um poppige Elemente und Gesang.
Bereits 2005 bekam Ivan diverse Angebote für und mit internationalen Künstlern zu arbeiten. Er schrieb und produzierte Songs in Berlin und Orlando / Florida. Seine Songs wurden mehrfach mit Edelmetallen ausgezeichnet. Im gleichen Jahr vertonten Jazalou&Lockefella im Auftrag von Red Bull die DVD des Breakdance World Championship Finale BC One.
In den Jahren 2007 bis 2009 konzentrierten sich ZPYZ vollkommen auf die Entstehung ihres Debütalbums und unterschrieben ihren ersten Publishing Deal. 2008 veröffentlichten ZPYZ den Remix zu Allein Allein von Polarkreis 18. Im Winter desselben  Jahres spielten ZPYZ als Vorgruppe von Deichkind in Berlin. Dort wurde Felix Hansen (damals Booking DEAG Music, heute Landstreicher Booking) auf ZPYZ aufmerksam und bot ZPYZ am nächsten Tag die Zusammenarbeit an. Kurze Zeit später (2009) unterschrieben ZPYZ ihren Plattenvertrag bei der DEAG Music GmbH. Es folgten zahlreiche Auftritte in 2009, u. a. beim „Formula 1 Rocks Festival“ in Singapur, bei dem neben anderen auch Beyoncé, die Black Eyed Peas und ZZ Top auftraten.
2010 veröffentlichten ZPYZ ihr Debütalbum 2080 und spielten zahlreiche Konzerte in Deutschland, Österreich und der Schweiz. Sebastian Vettel stellt den Titel Racecar auf dem Hockenheimring vor und erklärte sich zum ZPYZ-Fan. Vettel gewann den ersten Weltmeister-Titel seiner Karriere, und Racecar wurde zum Titelsong seines Erfolges, u. a. lief Racecar bei Vettels Siegesfeier am Brandenburger Tor in Berlin.
Nach dem Trubel um das erste Album und unzähligen Auftrittem verließ Ivan Berlin und zog in sein Geburtsland Bulgarien zurück. An der Schwarzmeerküste kaufte er sich ein brachliegendes Stück Land und baute dort ein Tonstudio. Ivan begann erste Skizzen festzuhalten und nahm in Bulgarien schließlich das zweite ZPYZ-Album auf. Im Jahr 2013 stellten Ivan und Locke fest, dass sie sich musikalisch in unterschiedliche Richtungen entwickelt hatten. Locke verließ ZPYZ. Ivan, der in der Schaffenspause in Bulgarien sowohl allein geschrieben, als auch alle Instrumente selbst eingespielt und produziert hatte, entwickelte ein neues Konzept von ZPYZ, in dem er sowohl Solokünstler als auch Band ist.
Seit 2013 ist Racecar der Werbesong von Nivea for Men.

## Diskografie
Singles
- 2009: Let It Rain feat. Flying Steps (Dominance Records; Erstveröffentlichung: 17. Oktober 2009)
- 2010: She’s a Dealer (Oliver Koletzki Remix) (DEAG; Erstveröffentlichung: 16. Juli 2010)
- 2010: Walking Alone (DEAG; Erstveröffentlichung: 6. August 2010)
- 2011: Racecar (DEAG / Warner; Erstveröffentlichung: 11. März 2011)

EPs
- 2010: She’s a Dealer (Erstveröffentlichung: 14. Mai 2010)

Alben
- 2010: 2080 (DEAG / Warner; Erstveröffentlichung: 20. August 2010)

Remixe
- 2008: Polarkreis 18 – Allein Allein (Erstveröffentlichung: 30. September 2008)
- 2009: Mando Diao – Gloria (Erstveröffentlichung: 15. Mai 2009)
- 2013: Grossstadtgeflüster – Konfetti und Yeah (Erstveröffentlichung: 24. Mai 2013)